# 2019 na música brasileira
A seguir estão listados eventos notáveis e lançamentos ocorridos em 2019 na música no Brasil.

## Acontecimentos
- Durante os dias 5, 6 e 7 de abril acontece no Autódromo de Interlagos em São Paulo a 8.ª edição brasileira do Festival Lollapalooza.[1][2]

- 27/09 a 06/10: acontece no Rio de Janeiro a 8ª edição do Rock in Rio Brasil.

## Mortes
- 15 de Janeiro: Edyr de Castro (72, atriz e ex-integrante do grupo As Frenéticas)
- 18 de Janeiro:
  - Marciano (67, cantor sertanejo)
  - Marcelo Yuka (53, compositor, ex-baterista e fundador da banda O Rappa)
- 26 de Fevereiro: Tavito (71, cantor e compositor)
- 11 de Março: Demétrius (76, cantor e compositor)
- 19 de Abril: MC Sapão (39, funkeiro)
- 30 de Abril: Beth Carvalho (72, cantora e compositora)
- 27 de Maio: Gabriel Diniz (28, cantor e compositor)
- 7 de Junho: Serguei (85, cantor e compositor)
- 6 de Julho: João Gilberto (88, cantor, compositor, inventor da bossa nova)
- 12 de Julho: Zazá Brasil (67, cantor e compositor)
- 8 de Agosto: Paulinho Trompete (69, trompetista)
- 15 de Setembro: Roberto Leal (67, cantor, compositor e ator português radicado no Brasil)
- 4 de Outubro: João Bá (87, cantor, compositor, ator e poeta)
- 24 de Outubro: Walter Franco (74, cantor, compositor e membro da Vanguarda Paulista)

## Obras de sucesso
| País   | Música                    | Artista                          | Ranking               | Notas                                              |
| ------ | ------------------------- | -------------------------------- | --------------------- | -------------------------------------------------- |
| Brasil | Atrasadinha (Vamos Pular) | Felipe Araújo com Ferrugem       | Top Brasil do Spotify |                                                    |
| Brasil | Jenifer                   | Gabriel Diniz                    | Top Brasil do Spotify |                                                    |
| Brasil | Qualidade de Vida         | Simone e Simaria com Ludmilla    | Top Brasil do Spotify |                                                    |
| Brasil | J'Adore Paris             | Fancy Nancy Clancy               | Top Brasil do Spotify | Disney Junior                                      |
| Brasil | Juntos (Shallow)          | Paula Fernandes com Luan Santana | Top Brasil do Spotify | Versão para Shallow, de Lady Gaga e Bradley Cooper |